# Bacowa Wanta
Bacowa Wanta lub Bacowa Skała – duża skała o płaskim wierzchołku w Dolinie Roztoki w polskich Tatrach Wysokich. Znajduje się przy zielonym szlaku turystycznym, tuż powyżej przecinającego szlak Litworowego Żlebu, a poniżej wodospadu Siklawa.
Nazwa bacowa pochodzi od tego, że podobno dawniej przy skale tej baca rozliczał się z gazdami za wypas owiec, zaś słowo wanta w gwarze podhalańskiej oraz tatrologii oznacza wielki odłam skalny, blok skalny, bryłę skalną.

## Szlaki turystyczne
Wodogrzmoty Mickiewicza – Nowa Roztoka – Dziadula – Litworowy Żleb – Bacowa Wanta – Siklawa – Wielki Staw Polski